# 첩어
첩어(疊語, reduplication)는 같은 낱말이 반복된 것이다. 이런 형태는 세계 곳곳에서 보이지만 보통 '낱말을 만드는 수단으로서 중첩이 발달한 언어'는 환태평양 연안(동북아시아, 동남아시아, 오세아니아, 남북 아메리카의 태평양 연안)에 몰려 있다.

## 사용 언어

### 동북아시아
- 한국어[2]
  - 동음중첩
    - AA형: 집집, 곳곳, 내내 등
    - ABAB형: 따로따로, 서로서로, 미리미리 등
    - AABB형: 시시콜콜, 칙칙폭폭, 뛰뛰빵빵 등
    - ABCABC형: 꼼지락꼼지락, 어슬렁어슬렁, 뭉그적뭉그적 등

  - 유음중첩: 그냥저냥, 미주알고주알, 곤드레만드레, 이렁저렁 등
  - 부분중첩: 또르르, 부시시, 으스스 등
  - 개재중첩: 넓디넓다, 멀고멀다, 쓰디쓰다 등
- 표준 중국어: 天天(매일, 날마다; AA형), 漂漂亮亮(아름답다, 멋지다; AABB형), 片片(조각조각, 매우 작다; AA형), 湿漉漉(축축하다; 부분중첩) 등
- 일본어: ひとびと[人人](사람들), ところどころ[所所](여기저기), いえいえ[家家](집집), べつべつ[別別](제각기), わなわな(오들오들) 등

### 동남아시아
- 말레이어: anak-anak(아이들), jari-jari(차 바큇살, 반지름), langit-langit(구개, 입천장) 등
- 타갈로그어: himaymay(섬유, 근성), araw-araw(매일, 일상) 등
- 베트남어: nơi nơi(도처에), xanh xanh(녹색을 띤[형용사], 푸릇푸릇/파릇파릇[부사])
- 미얀마어: လှလှပပ(예쁘게) 등

## 그 밖
- 유아어, 의성어, 의태어의 중첩은 세계 곳곳의 언어에서 나타난다.[3]

## 표기
한국어처럼 별다른 가감없이 첩어를 소리나는 그대로 적는 경우가 있는가 하면, 일본어나 중국어 등 한자표기를 하는 언어에서는 연속하여 반복되는 한자를 々로 치환하는 경우가 있는데, 일본어에서는 공식화된 표기이나, 중국어에서는 속자(俗字)이다.
말레이어나 유럽 제어 등 로마자를 쓰는 언어에서는 주로 붙임표(-)로 연결하는 경우가 많다.
태국어에서는 ๆ을 어미에 붙여 복수를 나타낸다. 말레이어에서도, 공식화된 것은 아니지만 어미에 2를 붙이는 경우도 흔히 보인다. 예: orang-orang → orang2

## 같이 보기
- 의태어
- 언어습득

## 관련 논문
- 박종후, 〈한국어에서 중첩의 유형 분류와 기능 분석〉, 《언어정보와 사전편찬》 32, 연세대학교 언어정보연구원, 2013년
- 우정, 〈한‧중 AABB형 첩어 형태의 대조 연구〉, 《인문과학연구》 55, 강원대학교 인문과학연구소, 2017년
- 상동, 〈한국어 첩어의 언어유형론적 연구〉, 강원대학교 대학원 국어국문학과 박사학위논문, 2019년 2월